# Antipolo
Antipolo est une ville de 1re classe, capitale de la province de Rizal, aux Philippines. Selon le recensement de 2010 elle est peuplée de 677 741 habitants.

## Barangays
Antipolo est divisée en 16 barangays :
- Bagong Nayon,
- Beverly Hills,
- Calawis,
- Cupang,
- Dalig,
- Dela Paz,
- Inarawan,
- Mambugan,
- Mayamot,
- Muntingdilaw,
- San Isidro,
- San Jose,
- San Juan,
- San Luis,
- San Roque,
- Santa Cruz.

## Démographie
| Année | Habitants | Évolution |
| ----- | --------- | --------- |
| 1903  | 3 286     | -         |
| 1918  | 6 076     | 84,91 %   |
| 1939  | 6 135     | 0,97 %    |
| 1948  | 7 604     | 23,94 %   |
| 1960  | 21 598    | 184,03 %  |
| 1970  | 26 508    | 22,73 %   |
| 1975  | 40 944    | 54,46 %   |
| 1980  | 68 912    | 68,31 %   |
| 1990  | 205 096   | 197,62 %  |
| 1995  | 345 512   | 68,46 %   |
| 2000  | 470 866   | 36,28 %   |
| 2007  | 633 971   | 34,64 %   |
| 2010  | 677 741   | 6,90 %    |

## Édifices remarquables
La cathédrale de l’Immaculée-Conception est pour l’Église catholique le siège du diocèse d’Antipolo (en), et depuis juin 2022 un sanctuaire international Notre-Dame-de-Paix-et-de-Bon-Voyage,.